# Cape Goodenough
Cape Goodenough – przylądek na Banzare Coast na Ziemi Wilkesa w Antarktydzie Wschodniej. 

## Nazwa
Nazwa nadana przez Douglasa Mawsona (1882–1958) upamiętnia admirała Williama Goodenougha (1867–1945), prezesa rady Królewskiego Towarzystwa Geograficznego w latach 1930–1933 .

## Geografia
Przylądek na Banzare Coast na Ziemi Wilkesa w Antarktydzie Wschodniej . Znajduje się po zachodniej stronie Porpoise Bay . Jest najbardziej na północ wysuniętą wypustką Norths Highland . Pozostaje całkowicie pokryty lodem . 

## Historia
Przylądek został odkryty przez brytyjsko-australijsko-nowozelandzką wyprawę (ang. British Australian and New Zealand Antarctic Research Expedition, BANZARE) pod dowództwem Douglasa Mawsona podczas lotu samolotem w styczniu 1931 . 